# Biberstraße (Wien)

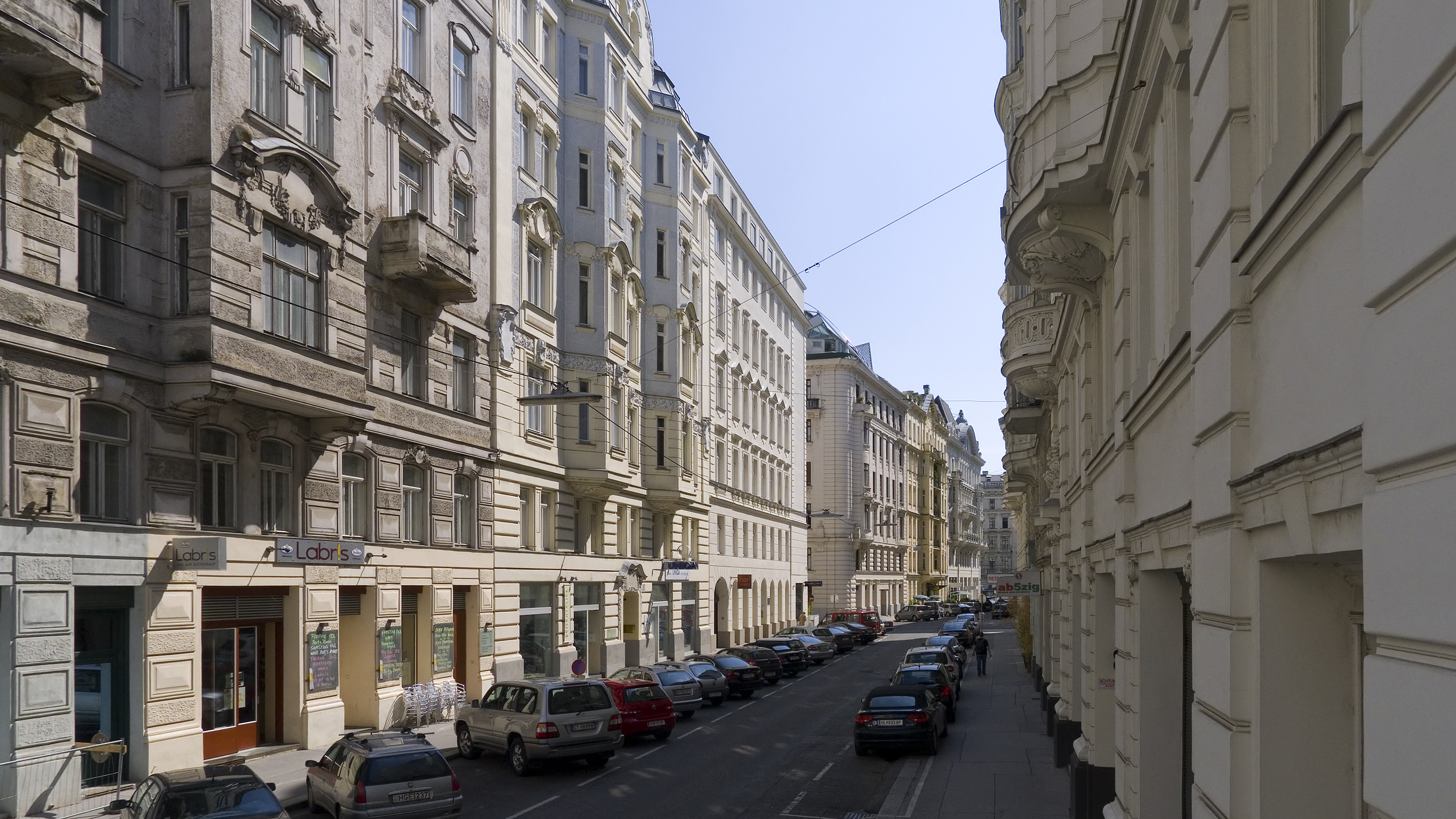
Biberstraße in Richtung Südwesten

Die Biberstraße befindet sich im 1. Wiener Gemeindebezirk Innere Stadt. Sie wurde 1902 geschaffen und ist nach dem mittelalterlichen Ministerialengeschlecht der Biber benannt.

## Geschichte
An der Stelle der heutigen Biberstraße verlief der Graben der Wiener Festungsmauer vor der 1561 errichteten Kurtine. Im Bereich der heutigen Hausnummern 26 und 28 ragte die Biberbastei in den Graben, im Bereich der Hausnummern 14, 16 und 18 die Biberschanze, und im Bereich der Parzellen 3, 5, 8, 10, 12 die Dominikanerbastei. Nachdem die Biberbastei und die Dominikanerbastei abgerissen und der Graben eingeebnet worden war, errichtete man 1854–1857 die Franz-Josefs-Kaserne. Sie lag im Bereich zwischen heutiger Falkestraße und Franz-Josefs-Kai, wobei sich an der heutigen Biberstraße die Hauptachse dieses Gebäudes befand, das aus zwei getrennten Baublöcken bestand. Beim heutigen Georg-Coch-Platz lag dazwischen das Franz-Josefs-Tor. Nach dem Abriss der Kaserne 1900–1901 konnte das ganze Areal neu gestaltet und verbaut werden. Dabei wurde 1902 auch die Biberstraße geschaffen.

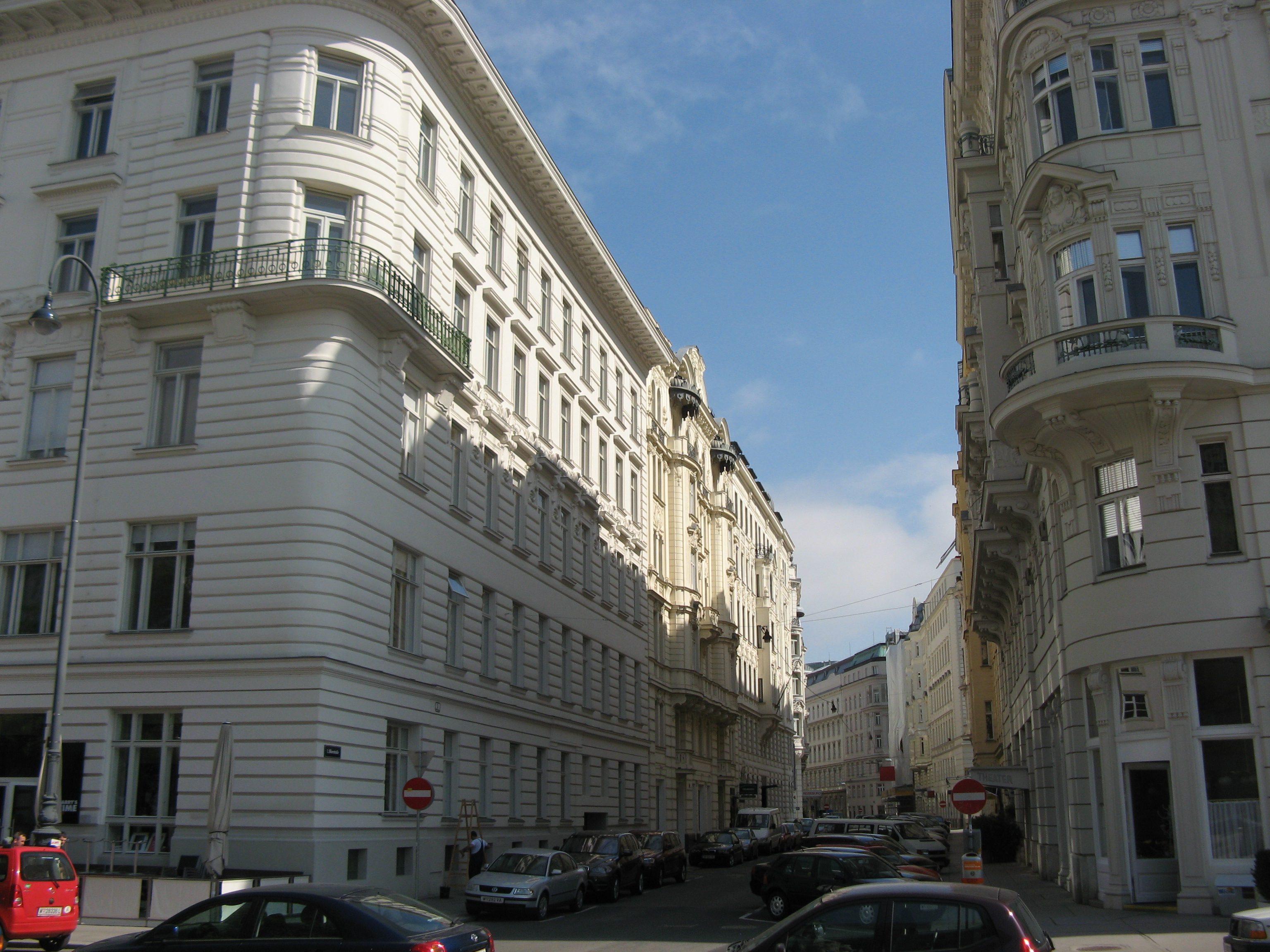
Die Biberstraße vom Dr.-Karl-Lueger-Platz gegen Norden

## Lage und Charakteristik
Die Biberstraße besitzt einen leicht gebogenen Verlauf parallel zwischen Stubenring und Dominikanerbastei. Beginnend am Dr.-Karl-Lueger-Platz erstreckt sie sich in nördlicher Richtung bis zum Franz-Josefs-Kai, wobei sie vom Georg-Coch-Platz unterbrochen wird. Die Biberstraße wird als Einbahnstraße geführt. Auf ihr verkehren keinerlei öffentliche Verkehrsmittel. Aufgrund der planmäßigen Anlage der Straße ist die Verbauung sehr einheitlich. Alle Gebäude dort entstanden im ersten Jahrzehnt des 20. Jahrhunderts und zeigen ein späthistoristisches Erscheinungsbild. Dabei handelt es sich um Wohn- und Geschäftshäuser mit vielen Büros und Kanzleien, beim Georg-Coch-Platz auch um Verwaltungsgebäude. Es gibt mehrere Restaurants und auch einige Geschäfte an der Biberstraße.

## Gebäude

### Nr. 1 Ehemalige Post- und Telegraphendirektion Wien
Das mächtige, freistehende Gebäude zwischen Biberstraße, Dr.-Karl-Lueger-Platz und Dominikanerbastei wurde 1902–1903 von Leopold Simony im späthistoristischen Stil errichtet. Es liegt an der Hauptadresse Dr.-Karl-Lueger-Platz 5.

### Nr. 2 Café Prückel
Das repräsentative, nach drei Seiten freistehende späthistoristische Gebäude wurde 1902–1903 von Jakob Gartner errichtet. Im Erdgeschoß befindet sich das Café Prückel, dessen Teil an der Biberstraße im Inneren eine Jugendstilausstattung besitzt. Das Haus steht unter Denkmalschutz und befindet sich an der Hauptadresse Dr.-Karl-Lueger-Platz 6.

### Nr. 3 Wohnhaus
Das späthistoristische Wohnhaus wurde 1903 von Julius Goldschläger errichtet. Die Fassade ist im Neobarock gestaltet und wird durch Pilaster gegliedert sowie durch Erker mit Blechbaldachinen und Balkonen akzentuiert. Am abschließenden Lünettenaufsatz ist neomanieristischer Dekor zu sehen. Das zweiteilige Foyer ist stuckiert und weist einen Marmorsockel und Pilastergliederung auf.

### Nr. 4 Wohnhaus
Das späthistoristische Wohnhaus wurde, ebenso wie das daneben liegende Gebäude Nr. 2, 1902 von Jakob Gartner entworfen. Hier sind aber bereits secessionistische Anklänge erkennbar. Die lisenengegliederte Fassade wird durch einen über vier Geschoße reichenden, hervortretenden Mittelteil beherrscht, bei dem zwischen seitlichen Erkern Balkone zu sehen sind. Das Haus schließt mit einem Dreiecksgiebel ab, an dem sich eine secessionistische Maske (wie auch am oberen Abschluss der Erker) befindet. Das Foyer ist stuckiert.

### Nr. 5 Eckhaus

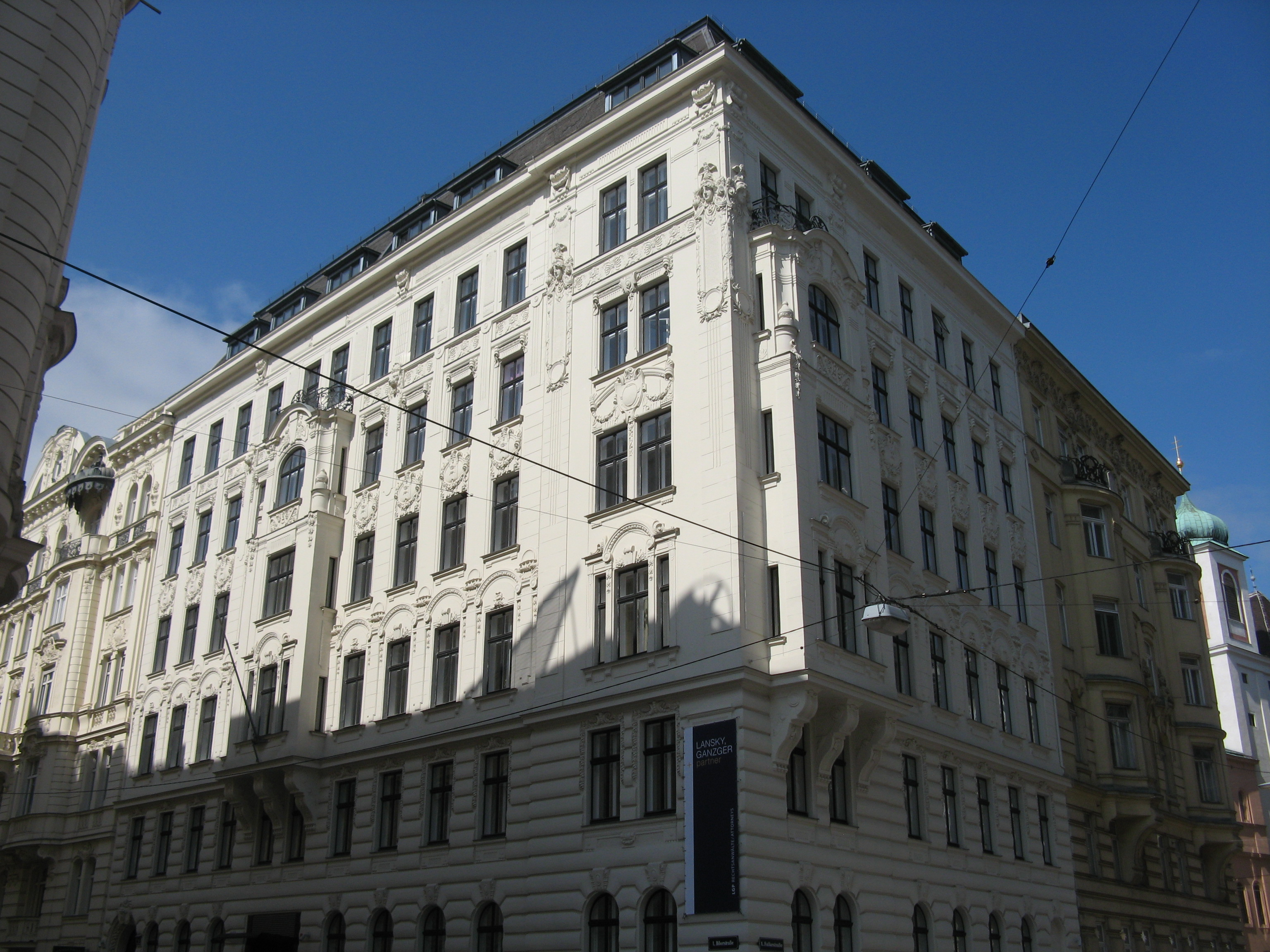
Biberstraße 5 (1901–1902) von Ludwig Schöne

Das späthistoristische Wohnhaus an der Ecke zur Falkestraße wurde 1901–1902 von Ludwig Schöne errichtet. Es ist durch einen Eckrisalit und zwei Erker akzentuiert sowie durch Lisenen gegliedert. Die Fassade zeigt darüber hinaus späthistoristisch-secessionistischen Dekor.

### Nr. 6 Eckhaus
Das späthistoristische Eckhaus zur Falkestraße wurde 1902 von Carl Mayer errichtet. Es befindet sich an der Hauptadresse Falkestraße 6. Der dekonstruktivistische Dachaufbau von Coop Himmelb(l)au stammt aus dem Jahr 1988

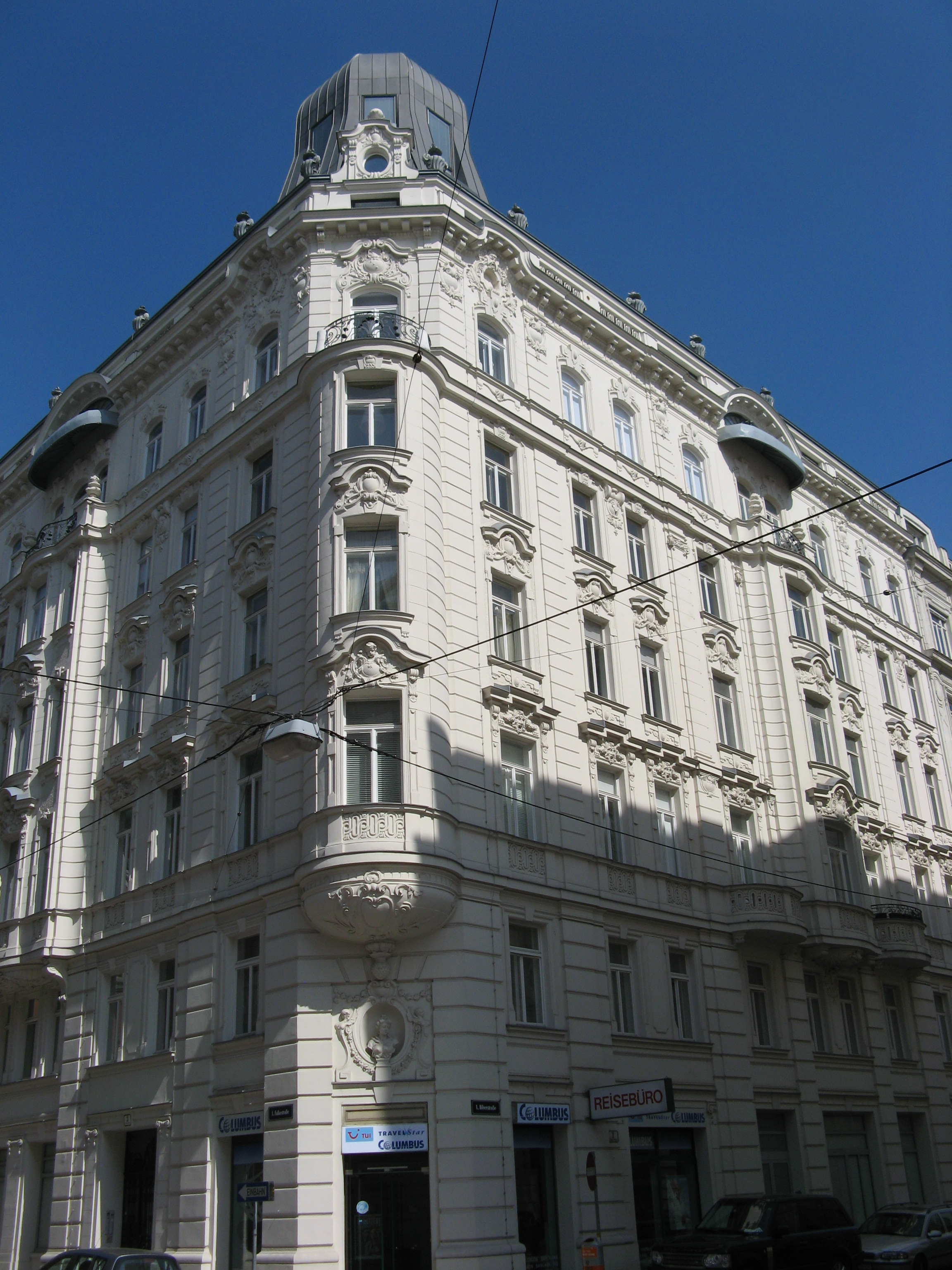
Biberstraße 7 (1903–1905) von Julius Goldschläger

### Nr. 7 und 11 Eckhäuser
Die beiden den Häuserblock begrenzenden Eckhäuser zur Falkestraße und zur Rosenbursengasse wurden 1903–1905 von Julius Goldschläger erbaut. Sie sind in neobarocken Formen gestaltet. An den Ecken befinden sich Runderker.
Bei Nr. 7 ist die Kuppel erhalten und beim Dachausbau 2008 restauriert worden. Sie wird gekrönt von einer Wetterfahne von 1947 des Spenglermeisters Alois Thaller aus Mattersburg.
Bei Nr. 11 ist die Kuppel teilweise erhalten.
An den Fassaden liegen konvexe Erker mit bekrönenden Blechbaldachinen. Der späthistoristische Dekor zeigt ein Medaillon mit weiblicher Büste. Auf Nr. 7 ist das Foyer bemerkenswert. Es ist stuckiert mit Marmorwandfeldern und rundem Vestibül.

### Nr. 8 Wohnhaus

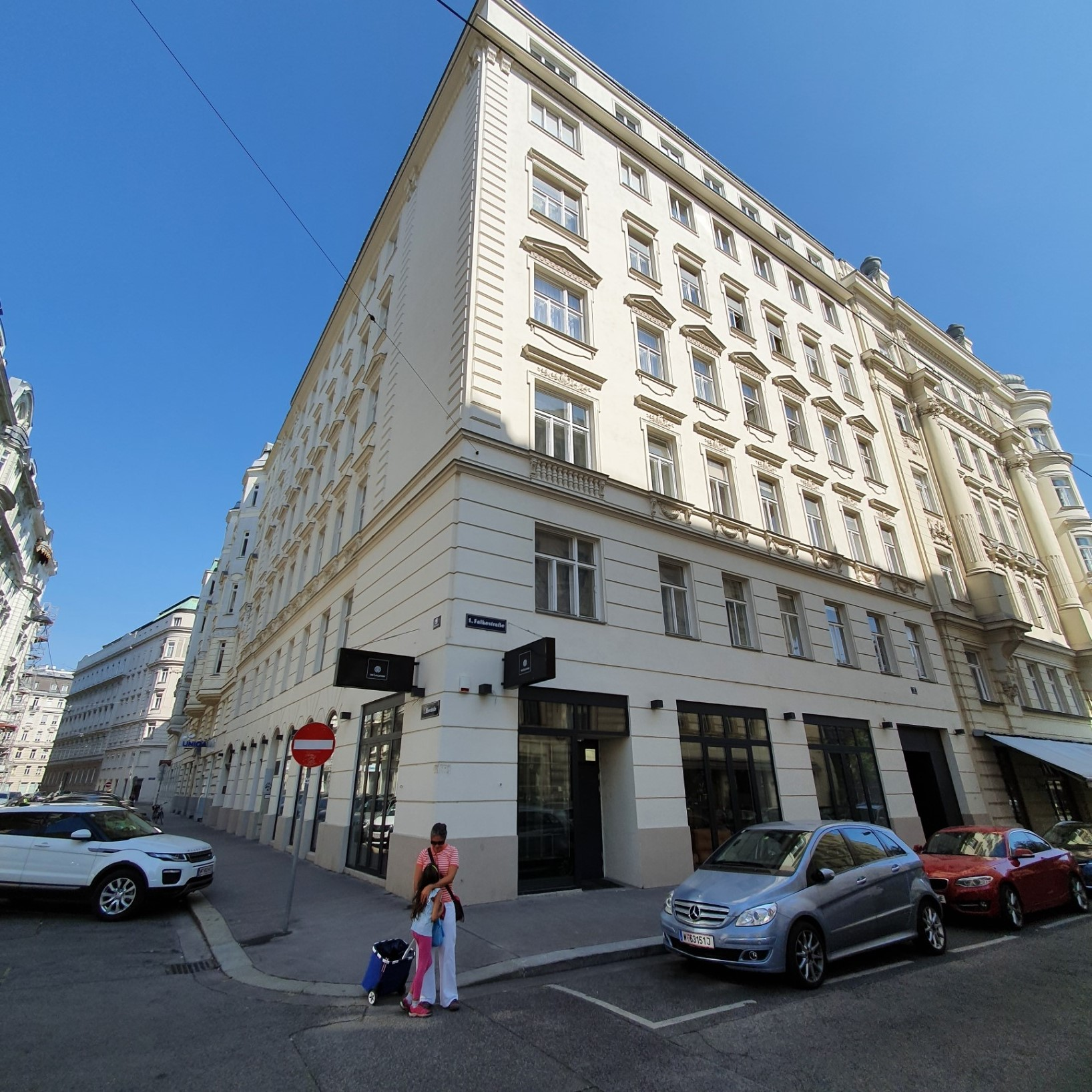

Das Haus Ecke Falkestraße wurde ursprünglich 1902 von Rudolf Goebel errichtet. Als einziges Gebäude der Biberstraße wurde es nach Kriegszerstörung nicht mehr zur Gänze originalgetreu aufgebaut. Franz Pölz errichtete 1957–1958 eine vereinfachte Version. Das lisenengegliederte Foyer erhielt eine erneuerte Marmorverkleidung.

### Nr. 9 Wohnhaus
Das späthistoristische Wohnhaus stammt von Julius Goldschläger und wurde 1906 erbaut. Die Fassade besitzt einen konvexen Mittelerker, darüber befindet sich ein Attikagiebel. Das mehrteilige Foyer zeigt zum Teil vergoldete Stuckierung und einen Spiegel in Marmorrahmung. Im Stiegenhaus ist der Aufzug und ein Jugendstilfenster bemerkenswert.

### Nr. 10 Wohnhaus
Das späthistoristische Wohnhaus wurde 1903–1904 von Ludwig A. Fuchsik errichtet. Die Fassade dominieren polygonale Erker. Sie wird mit einem rundbogigen Attikaaufsatz bekrönt, dessen Biforium ein romanisierendes Säulchen aufweist. Das Foyer ist secessionistisch stuckiert und besitzt Marmorsockel. Bemerkenswert sind die Stiegenhausgeländer und der Aufzug mit Ätzglasverzierungen.

### Nr. 12 Eckhaus
Das späthistoristische Eckhaus wurde 1901–1902 von Ludwig A. Fuchsik erbaut. Es liegt an der Hauptadresse Rosenbursenstraße 8.

### Nr. 13 Postsparkasse
Das Gebäude der Wiener Postsparkasse wurde 1904–1906 von Otto Wagner erbaut und ist einer der bedeutendsten Jugendstilbauten Wiens. Es befindet sich an der Hauptadresse Georg-Coch-Platz 2.

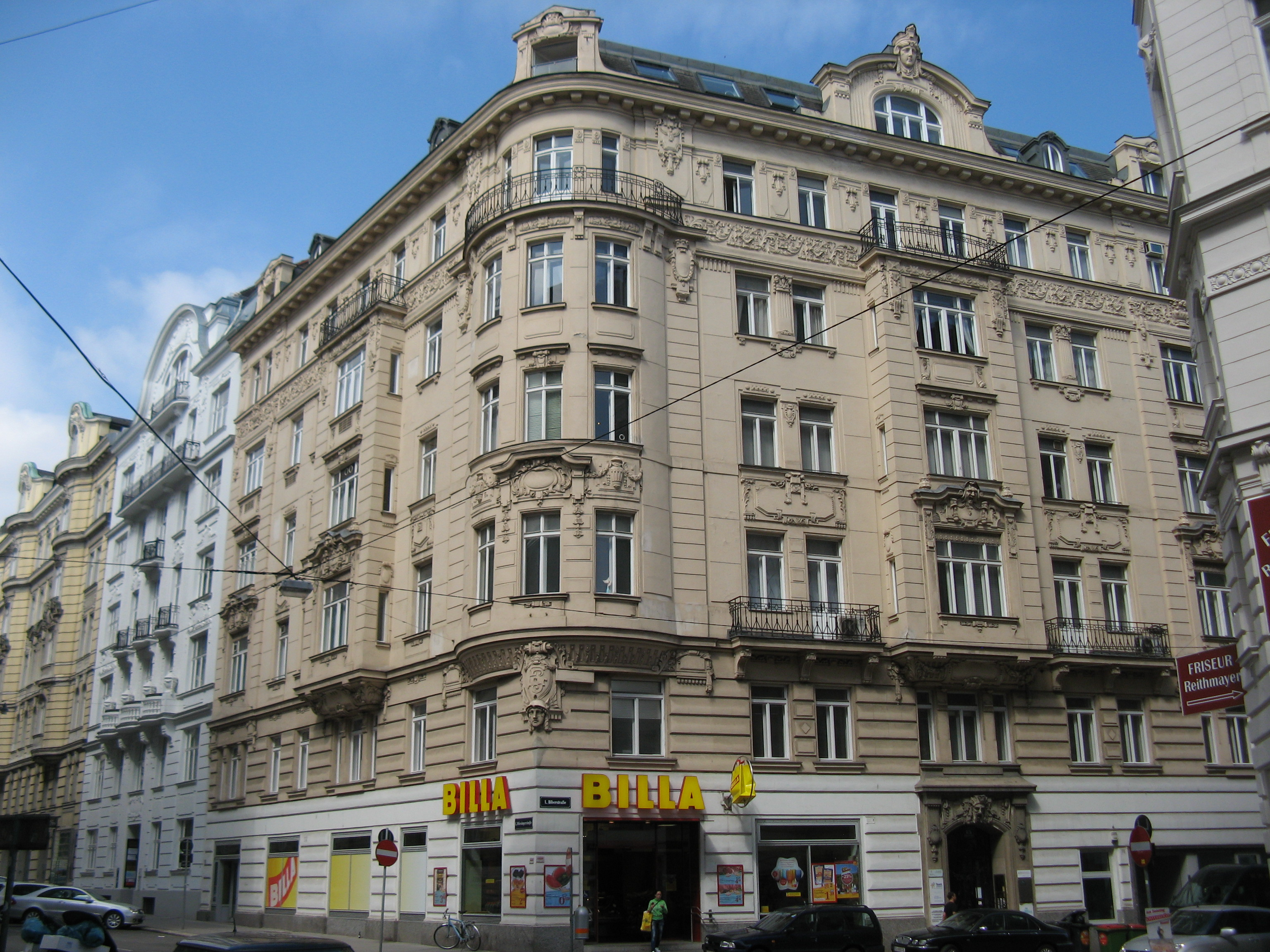
Biberstraße 15 (1905) von Moses Max Löw

### Nr. 15 Eckhaus
Das späthistoristische Eckhaus zur Wiesingerstraße wurde 1905 von Moses Max Löw erbaut. Es besitzt eine turmartig hervortretende Eckabrundung und zwei Erker. Die Fassade wird durch einen Attikagiebel abgeschlossen; an der Fassade ist späthistoristisch-secessionistischer Dekor zu sehen. Das Foyer ist secessionistisch stuckiert und hat Marmorsockel. Im Stiegenhaus befinden sich Jugendstilfenster.

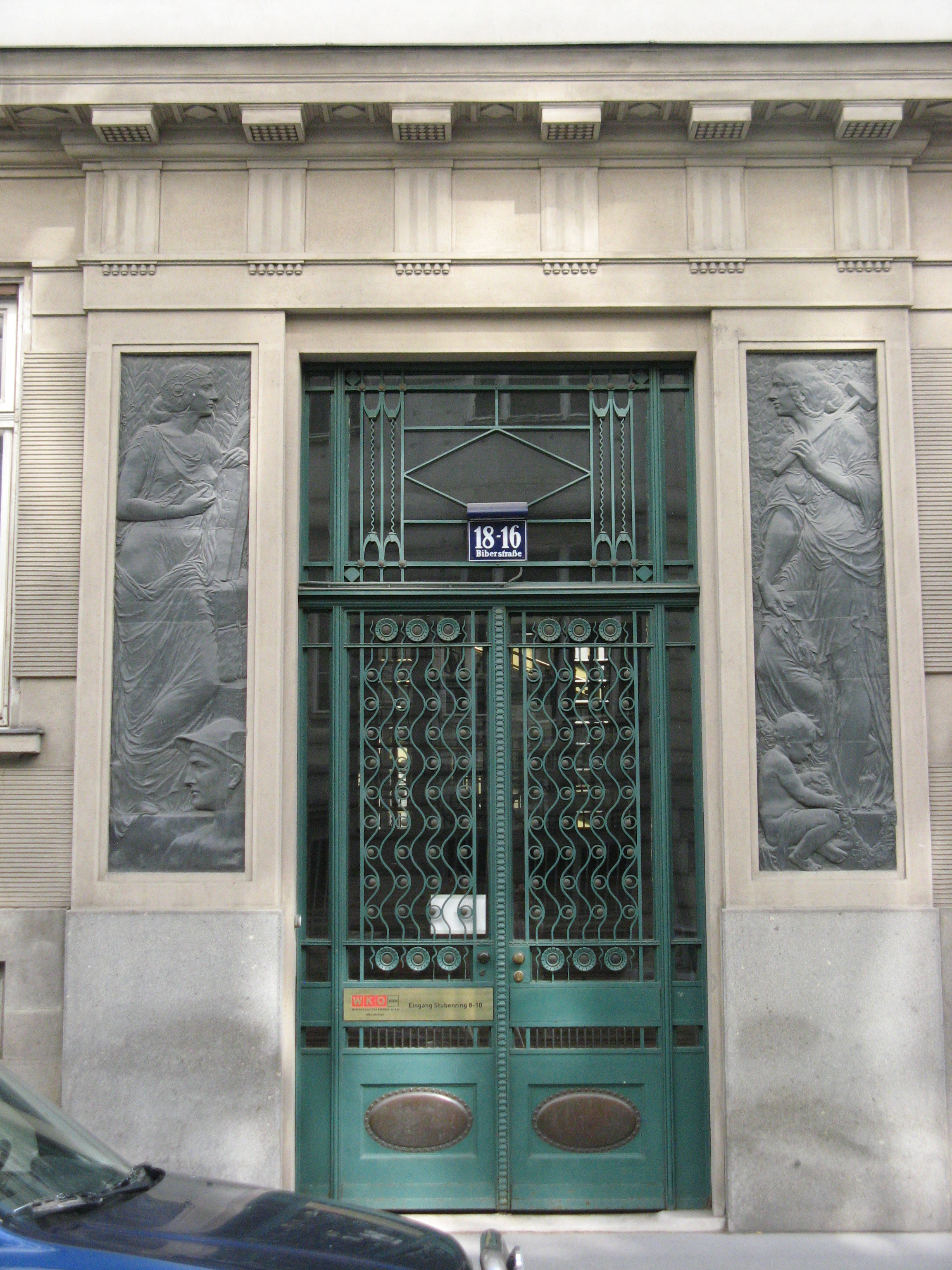
Portal an der Rückseite der ehemaligen Handelskammer

### Nr. 16, 18 Ehemalige Handelskammer
Das Gebäude der ehemaligen Handelskammer, heute Wirtschaftskammer Wien, wurde 1905–1907 von Ludwig Baumann in späthistoristischen und secessionistischen Formen errichtet. An der Biberstraße befindet sich die Rückfassade mit einem Portal und einer Schmiedeeisentür, die von zwei Bleireliefs von Franz Seifert flankiert werden. Sie stellen Handel und Gewerbe dar. Weitere Bleireliefs zeigen verschiedene Berufe. Das Gebäude befindet sich an der Hauptadresse Stubenring 8–10.

### Nr. 17 Bundesministerium für Landesverteidigung
Das späthistoristische Gebäude des Verteidigungsministeriums wurde 1906–1907 von Friedrich Schön erbaut und nach Kriegszerstörungen 1955 adaptiert. Es befindet sich an der Hauptadresse Franz-Josefs-Kai 7–9.

### Nr. 20 Eckhaus
Das späthistoristische Eckhaus wurde 1904 von Leopold Fuchs erbaut. Es befindet sich an der Hauptadresse Georg-Coch-Platz 3.

### Nr. 22 Wohnhaus
Das späthistoristisches Wohnhaus wurde 1908 von Ely Wasserstrom errichtet. Seine Fassade besitzt Seitenrisalite mit Pilastergliederung und secessionistische Dekorelemente. Im Foyer ist secessionistischer Stuckdekor zu sehen.

### Nr. 24 Eckhaus
Das späthistoristische Eckhaus wurde 1905 von Jakob Wohlschläger erbaut. Es befindet sich an der Hauptadresse Wiesingerstraße 6.

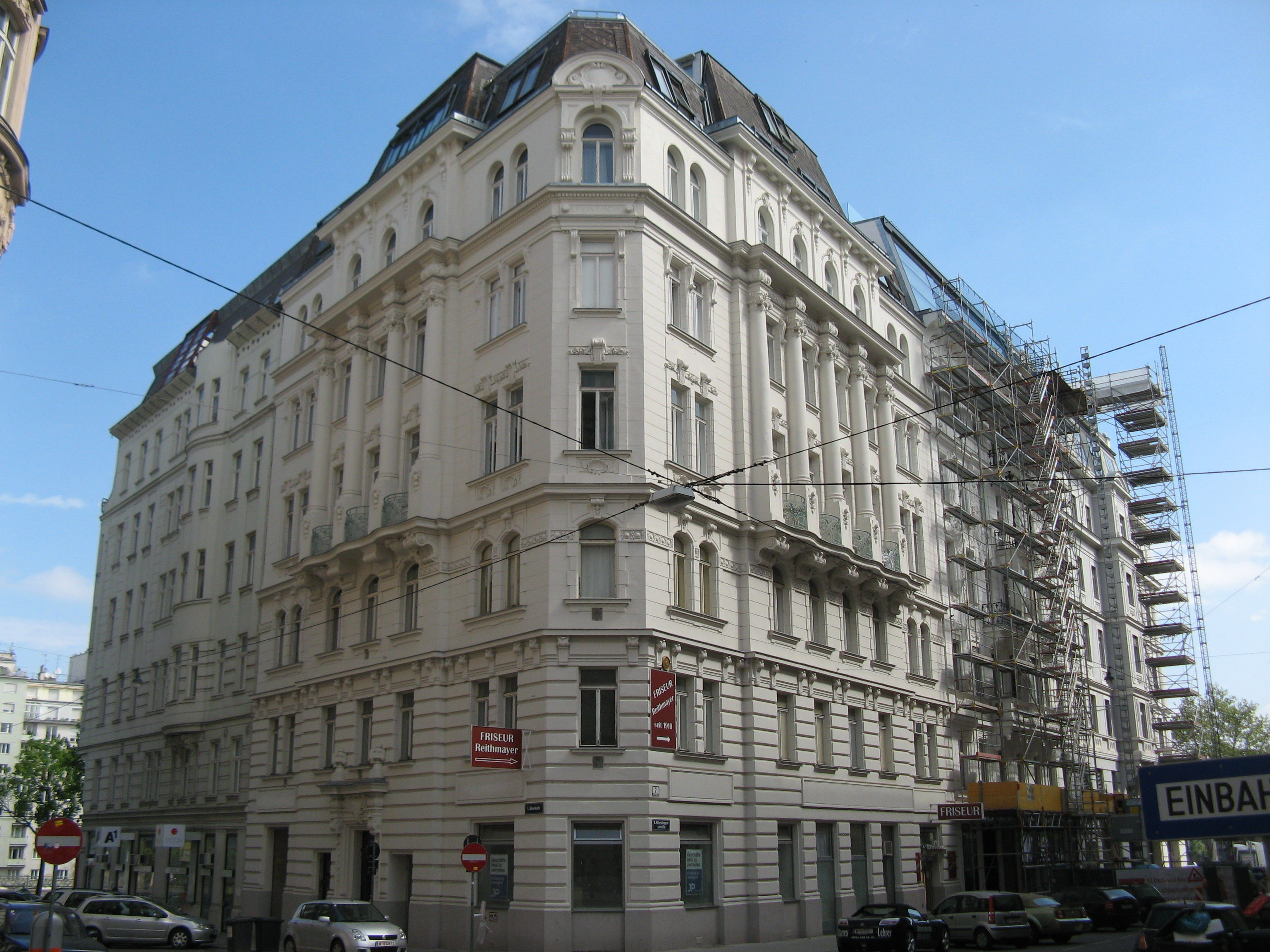
Biberstraße 26 (1903) von Leopold Fuchs

### Nr. 26 Eckhaus
Das späthistoristische Eckhaus zur Wiesingerstraße wurde 1903 von Leopold Fuchs errichtet. Die Fassade ist neobarock gestaltet, die Ecke ist abgefast. Auf beiden Seiten befinden sich Risalite mit Riesenhalbsäulengliederung und Balkonen. Die Attikazone weist ein steiles Mansarddach auf. Bemerkenswert ist auch das Foyer mit Marmorsockel, Marmorfeldern, Hermenpilastern und Stuckdecke. Im Stiegenhausvorraum befindet sich ein Spiegel mit vergoldetem vegetabilem Rahmen und eine weibliche Holzfigur, wahrscheinlich von Sándor Járay, die auf einer abgeschnittenen Marmorsäule steht. Das Stiegenhaus besitzt Jugendstilfenster und einen Aufzug.